# Ernie Pyle
Ernest Taylor Pyle (Dana, 3 agosto 1900 – Iejima, 18 aprile 1945) è stato un giornalista statunitense.
Fu uno dei reporter più amati e più famosi della Seconda guerra mondiale. I suoi articoli non rendicontavano solo l'evolvere della guerra, ma parlavano anche della vita dei soldati, cosa che ebbe molto impatto sui lettori statunitensi. Nel 1944 ricevette il Premio Pulitzer.

## Biografia
Ernest Taylor Pyle, meglio conosciuto con il suo soprannome Ernie, nacque il 3 agosto 1900 in una fattoria a sud-ovest di Dana nell'Indiana. Il padre, Will C. Pyle e la madre, Maria Taylor, erano entrambi agricoltori e Ernie crebbe nella piccola fattoria, aiutando i genitori fino alla fine della scuola, quando si arruolò nella riserva navale degli Stati Uniti per partecipare alla prima guerra mondiale. La sua presenza in marina durò poco e, una volta rientrato, s'iscrisse all'Università dell'Indiana a Bloomington, iniziando a lavorare come capo redattore per il giornale dell'università The student.
Pyle lasciò l'università all'ultimo anno senza laurearsi. Lavorò prima alcuni mesi in un giornale locale a La Porte, per poi trasferirsi a Washington e lavorare al Washington Daily News prima come reporter e poi come redattore. Nella capitale conobbe Geraldine Siebolds, detta "Jerry", che sposò nel luglio del 1925. Un anno dopo, nell'estate del 1926, entrambi lasciarono il lavoro per viaggiare attraverso il Paese per circa 3 mesi. Il viaggio finì a New York dove Pyle riprese a lavorare prima al New York Evening World e poi al New York Post, ma si trattò solo di una parentesi perché nel 1927 tornò a lavorare al Washington Daily News.
Ricominciò a lavorare nel suo vecchio giornale occupandosi personalmente di una rubrica sull'aviazione. Nel 1932 divenne capo redattore, lavoro che non amava a causa della sedentarietà in ufficio. Alla fine del 1934 prese una lunga vacanza, durante la quale viaggiò in Arizona. Rientrato scrisse una dozzina di articoli incentrati sul suo viaggio, che diedero una svolta decisiva alla sua carriera. G. B. Parker, capo redattore della catena di giornali Scripps-Howard, fu così impressionato dalla qualità degli articoli che lo nominò "reporter itinerante".

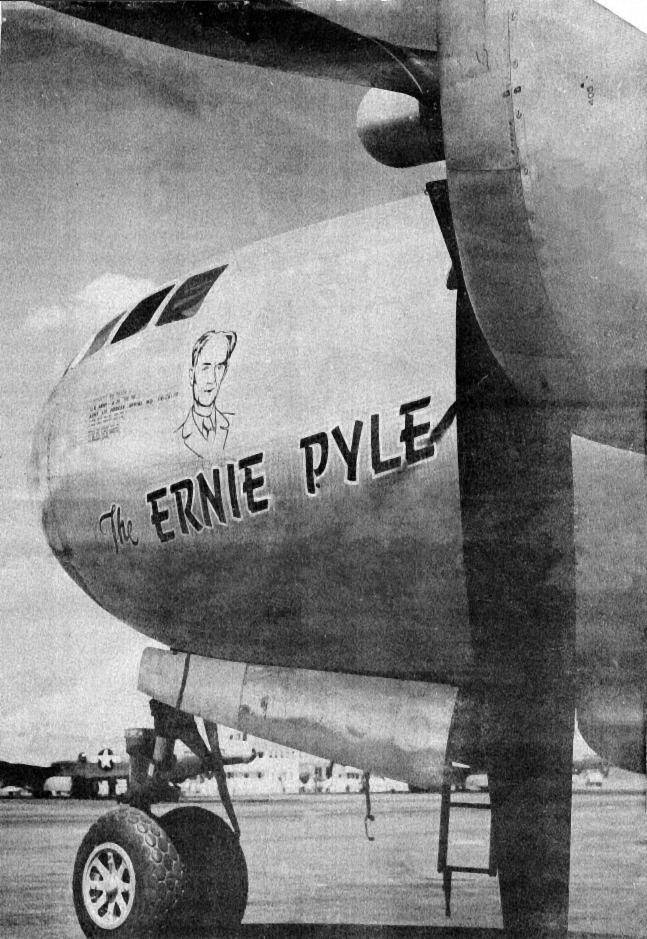
Boeing B-29 Superfortress dedicato ad Ernie Pyle

Dal 1935 al 1942 Pyle e la moglie ripresero a viaggiare, non solo negli Stati Uniti ma anche in Canada, Messico, America centrale e America meridionale, oltre che in Europa dove lui operò come reporter di guerra. In quegli anni scrisse quasi un articolo al giorno dando vita a una rubrica che fu chiamata Hoosier Vagabond. Fu un vero successo, che gli diede notorietà, grazie alla sua capacità di raccontare la storia delle persone in modo semplice e umano. La sua prima esperienza come corrispondente di guerra fu nel novembre 1940 quando fu inviato in Gran Bretagna per coprire la Battaglia d'Inghilterra. Con l'entrata in guerra degli Stati Uniti dopo l'attacco di Pearl Harbor, Pyle si portò volontario per arruolarsi, ma la sua candidatura fu rifiutata perché considerato troppo vecchio. Decise pertanto di continuare a coprire la guerra come reporter.
Nel 1942 coprì le azioni in nord Africa, poi nel 1943 seguì lo sbarco in Sicilia ed infine nel 1944 lo sbarco in Normandia e tutta l'Operazione Overlord fino alla liberazione di Parigi. Fu uno dei giornalisti che soggiornò nel castello di Vouilly insieme a Ernest Hemingway, Robert Capa, Walter Cronkite e Andy Roony.
Nel gennaio 1945, dopo un breve soggiorno in patria, riprese l'aereo alla volta di Pearl Harbor per coprire la guerra nel Pacifico. Scrisse molti articoli sulle operazioni navali e i bombardamenti fatti con i Boeing B-29 Superfortress. Il 1 aprile partì con le truppe per coprire la Battaglia di Okinawa. Il 17 aprile sbarcò con 305º reggimento di fanteria, che faceva parte della 77th Infantry Division, su una piccola isola chiamata Ie Shima. Il giorno dopo, viaggiando su una jeep, fu attaccato dai soldati giapponesi. Lui e i suoi quattro compagni si rifugiarano in un fossato, ma quando alzarono la testa per vedere cosa stava succedendo e decidere cosa fare, una seconda ondata di proiettili lo uccise sul colpo.
Pyle fu sepolto a Ie Shima con altre due persone, un soldato di fanteria e un ingegnere del genio. Sulla luogo della sua morte fu poi eretto un memoriale, su iniziativa degli uomini della 77th Infantry Division, su cui appare una placca con la seguente scritta :"In questo punto la 77ª divisione di fanteria perse un amico, Ernie Pyle, il 18 aprile 1945." Dopo la fine della guerra il suo corpo fu traslato al Cimitero militare americano di Okinawa e infine al National Memorial Cemetery of the Pacific di Honolulu.

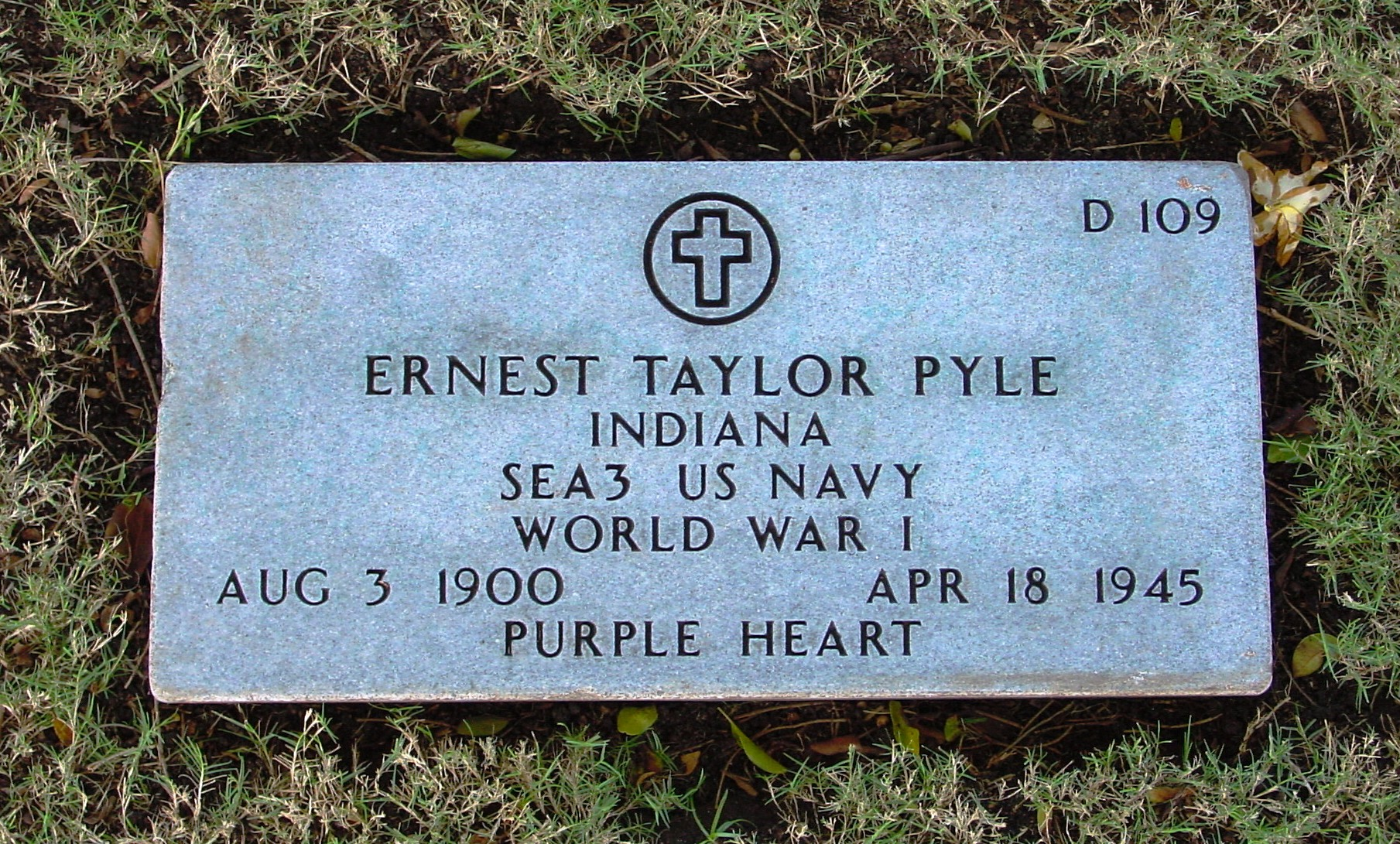
Lapide posta sulla tomba di Ernie Pyle al National Memorial Cemetery del Pacifico (Honolulu)

Nel 1943 il produttore Lester Cowan aveva avuto l'idea di realizzare un film sull'esercito statunitense, utilizzando gli scritti di Pyle, in particolare Here Is Your War. Inizialmente Pyle si oppose ma la testardaggine di Cowan, gli fecero cambiare idea e alla fine decise di collaborare all'adattamento cinematografico insieme a un allora sconosciuto Arthur Miller. Il film uscì due mesi dopo la sua morte con il titolo I forzati della gloria. Il ruolo di Ernie Pyle fu interpretato da Burgess Meredith.

## Onorificenze
- Nell'aprile 1945 il Congresso degli Stati Uniti gli ha attribuito la Medal of Honor.[12]
- Nel 1945 gli è stata conferita la Medal of Merit.[13]
- Il 23 aprile 1983, gli fu assegnata la medaglia Purple Heart a titolo postumo.

## Premi e riconoscimenti
- Nel 1944 ricevette il Premio Pulitzer.[14]
- Nel 1945 l'American Legion gli ha attribuito la Distinguished Service Medal.[15]
- Il 23 aprile 1983, in occasione del 38º anniversario della sua morte gli è stato intitolato il nuovo quartier generale del 77th Infantry Division, situato a Fort Totten, vicino a New York. Una placca in bronzo figura all'interno dell'edificio principale.[16]

## Opere
- Ernie Pyle in England (1941)[17]
- Here Is Your War (1943)[18]
- Brave Men (1944)[19]